# Слепой электрический скат
Слепой электрический скат (лат. Typhlonarke aysoni) — вид скатов рода тифлонарок семейства Narkidae отряда электрических скатов. Это хрящевые рыбы, ведущие донный образ жизни, с крупными, уплощёнными грудными и брюшными плавниками, образующими почти круглый диск, коротким, толстым хвостом, оканчивающимся мускулистым хвостовым плавником и одним спинным плавником. Глаза не видны. Брюшные плавники разделены на две части, передняя образует отросток, подобный конечности. Скаты перемещаются по дну, отталкиваясь этими «ножками». Они способны генерировать электрический ток. Являются эндемиками вод Новой Зеландии. Обычно встречаются на глубине 300—400 м. Максимальная зарегистрированная длина — 38 см. Рацион состоит из полихет. Эти скаты размножаются яйцеживорождением.

## Таксономия
Первый экземпляр нового вида был пойман траулером «Дото» в проливе Фово, Новая Зеландия, в ходе исследовательской экспедиции 1900 года. Август Гамильтон из музея Доминиона назвал новый вид в честь главы экспедиции Лэйка Ф. Айсона, презентовавшего музею полученный экземпляр. В 1902 году Гамильтон опубликовал его описание в научном журнале как Astrape aysoni. В 1909 году Эдгар Р. Уайт выделил этот вида в отдельный род тифлонарок. 

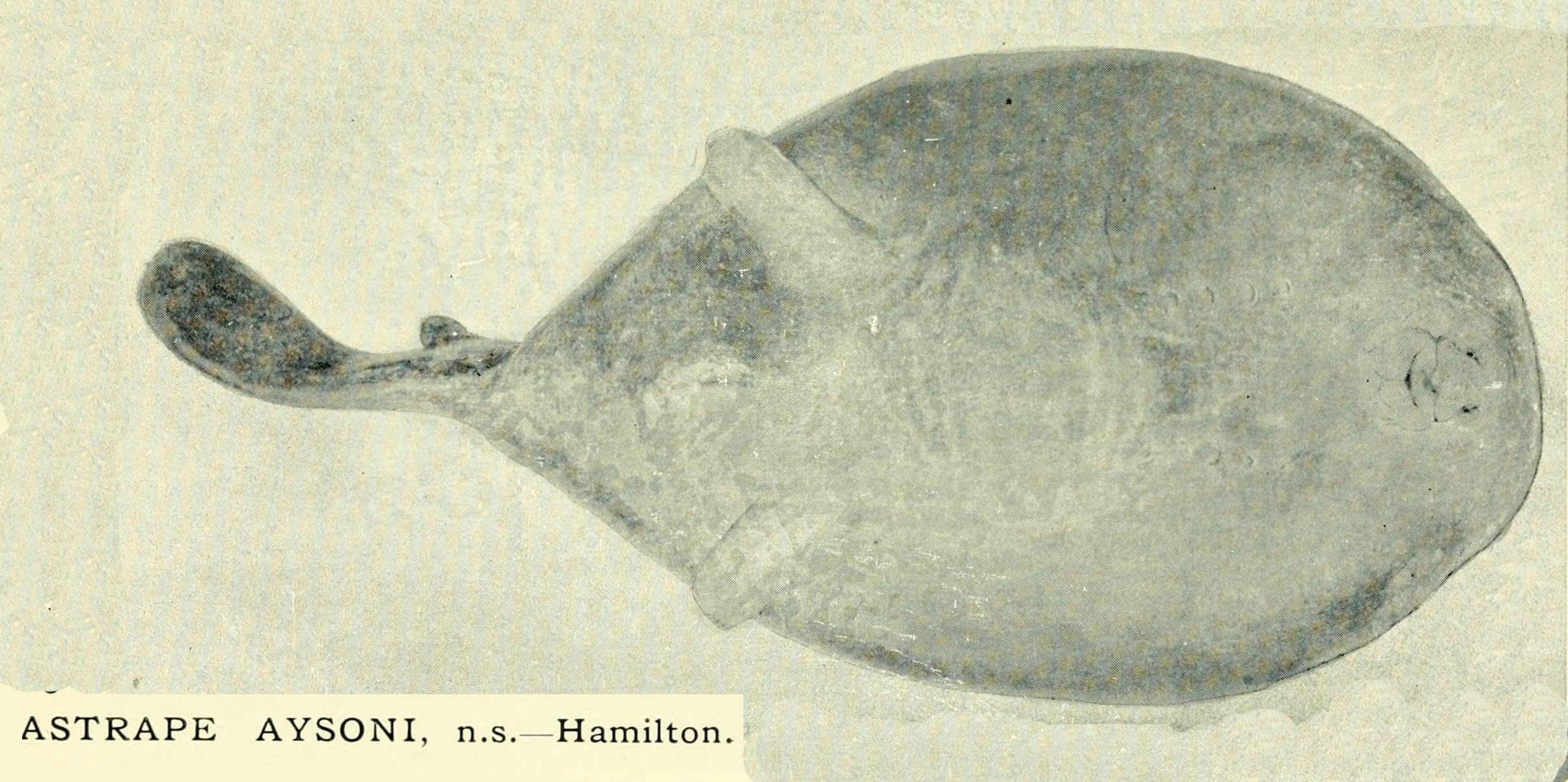
Иллюстрация из оригинального описания, сделанного Гамильтоном.

## Ареал
Ареал слепых электрических скатов определён нечётко, поскольку он пересекается с ареалом тифлонарки-таракеа, а эти виды внешне похожи. Эти скаты являются эндемиками новозеландских вод и обитают у восточного побережья Северного острова, у Южного острова, острова Стюарта, в области поднятия Чатема до 49 ° ю. ш. Они встречаются у дна на глубине от 46 до 800 м, в основном между 300 и 400 м.

## Описание
Грудные плавники, ширина которых превосходит их длину и составляет 70 % от общей длины, образуют почти круглый диск. По обе стороны головы сквозь кожу проглядывают электрические парные органы в форме почек. Крошечные глаза спрятаны на глубине 1—2 мм под кожей. Их положение можно определить по двум небольшим белым пятнышкам. Позади глаз расположены овальные брызгальца с приподнятыми гладкими краям.  Ноздри расположены близко друг к другу. Их внешние края закручиваются в трубочки, а внутренние края расширяются и срастаются, образуя мясистый кожаный лоскут, который почти достаёт до рта. Маленький рот спрятан в углублении. Зубы выстроены в передней части рта. На каждой челюсти имеется по 10—12 заострённых зубов. Передние зубы сношены и притуплены, тогда как удалённые от центра оканчиваются единичным остриём. Ни нижней стороне диска расположены пять пар коротких и изогнутых жаберных щелей.
Передние края крупных и широких брюшных плавников образуют отростки, подобные конечностям. Задние края срастаются с краями грудных плавников, являясь частью диска. В месте соединения плавников с хвостом расположена выемка. У взрослых самцов имеются небольшие и приплюснутые птеригоподии, концы которых не видны из-под брюшных плавников. Над задними кончиками брюшных плавников расположен единственный спинной плавник, имеющий прямоугольную форму. По бокам короткого и толстого хвоста имеются еле заметные складки кожи, хвост оканчивается крупным округлым хвостовым плавником, длина которого почти равна длине хвостового стебля. Кожа лишена чешуи. Окраска дорсальной поверхности ровного коричневого цвета, к хвосту она становится темнее. Вентральная поверхность бежевая. Вентральная поверхность отростков, образованных брюшными плавниками окрашена в белый цвет. Максимальная зарегистрированная длина — 38 см. Есть устаревшие данные о том, что эти скаты могут достигать в длину 1,1 м.

## Биология
Слепые электрические скаты являются донными морскими рыбами. Дряблая мускулатура и короткий хвост делают их плохими пловцами. В основном они перемещаются по дну с помощью подвижных отростков брюшных плавников. Обороняясь от хищников, эти скаты способны нанести электрический удар.  Вероятно, они всасывают добычу, их рацион состоит в основном из полихет. Они размножаются яйцеживорождением, в помёте до 11 новорожденных длиной 9—10 см. На слепых электрических скатах паразитируют ленточные черви Pentaloculum macrocephalum

## Взаимодействие с человеком
Эти скаты не представляют интереса для коммерческого рыболовства. Они часто попадаются в качестве прилова при коммерческом промысле с помощью донных тралов. Данных для оценки Международным союзом охраны природы статуса сохранности вида недостаточно.